# Giovanni Conti
Giovanni de'Conti (ur. 1414 – zm. 20 października 1493 w Rzymie) – włoski duchowny. Arcybiskup Conza 1455-84. Kreowany kardynałem przez Sykstusa IV w 1483. Na konklawe 1484 był wysuwany przez stronnictwo rodu Orsini jako kandydat na papieża. Pomimo że sam był człowiekiem nieprzekupnym i prowadzącym nienaganny tryb życia, na konklawe 1492 bez większych oporów poparł Rodrigo Borgię. Szybko jednak przeszedł do opozycji wobec niego. Zmarł w wyniku epidemii dżumy.